# Edmund Leach
Edmund Ronald Leach (Sidmouth, 7 de noviembre de 1910 – Cambridge, 6 de enero de 1989), citado como Edmund Leach, fue un antropólogo social británico.

## Biografía
Trabajó como ingeniero en Birmania, y durante la Segunda Guerra Mundial participó en la resistencia contra el Imperio Japonés. Se interesó por las ciencias antropológicas y fruto de su experiencia asiática es su obra cumbre de 1954, Sistemas políticos de Alta Birmania. Sus investigaciones se enfocaron principalmente en la antropología política, el estudio de los rituales y los mitos, el estructuralismo y la teoría de los símbolos. Introdujo el estructuralismo de Claude Lévi-Strauss en la antropología social británica. Fue incorporado a la British Academy en 1973.

## Investigaciones publicadas
- Political systems of highland Burma: A study of Kachin social structure (1954). Harvard University Press
- Rethinking Anthropology (1961). Robert Cunningham and Sons Ltd.
- Pul Eliya: a village in Ceylon (1961). Cambridge University Press.
- A Runaway World? (1968). London: BBC.
- Genesis as Myth and other essays (1969). Jonathan Cape.
- Claude Lévi-Strauss (1970). Viking Press.
- Culture and Communication: The Logic by Which Symbols are Connected (1976). Cambridge University Press.
- Social Anthropology (1982). Oxford University Press.
- The Essential Edmund Leach Volume 1 and Volume 2 (2001). Yale University Press.